# Harakat Cham al-Islam
Ne doit pas être confondu avec Harakat Fajr al-Cham al-Islamiyya.
Le Harakat Cham al-Islam (en arabe : حركة شام الإسلام, le « Mouvement islamique du Levant ») était un groupe rebelle salafiste djihadiste, actif de 2013 à 2016, et fondé par des combattants marocains au cours de la guerre civile syrienne.

## Histoire

### Fondation
Le Harakat Cham al-Islam est fondé en août 2013 par trois Marocains, anciens détenus du camp de Guantánamo et vétérans de la guerre d'Afghanistan : Ibrahim Benchekroun, Ahmed Mizouz et Mohammed Alami. Selon le chercheur Romain Caillet, 90 % des combattants du groupe sont marocains,,.
Le groupe se fait connaître par le rôle qu'il joue pendant l'offensive de Lattaquié en 2013, puis à la bataille de Kessab, l'année suivante.

### Affiliation
Le 25 juillet 2014, le Harakat Cham al-Islam s'allie avec trois autres groupes djihadistes — Jaych al-Mouhajirine wal-Ansar, le Harakat Fajr al-Cham al-Islamiyya et le  Bataillon Vert — pour former le Front Ansar Dine. Cependant quelques mois plus tard le Bataillon Vert prête allégeance à Jaych al-Mouhajirine wal-Ansar, qui lui-même rallie le Front al-Nosra en 2015.

### Dissolution
Le 10 décembre 2016, les deux derniers mouvements, le Harakat Cham al-Islam et le Harakat Fajr Cham al-Islamiya, annoncent leur fusion complète au sein du Front Ansar Dine. Quelques semaines plus tard, le 28 janvier 2017, le Front Ansar Dine fusionne à son tour avec plusieurs autres mouvements pour former Hayat Tahrir al-Cham.

## Idéologie
Le Harakat Cham al-Islam est salafiste djihadiste et proche d'al-Qaïda.

## Organisation

### Commandement
Un des trois fondateurs du groupe, Mohammed Alami, meurt dès août 2013. Le chef du mouvement, Ibrahim Benchekroun, dit Abou Ahmad al-Maghrebi, est tué à son tour le 2 avril 2014 lors de la bataille de Kessab, de même que son commandant opérationnel, Abou Safiya al-Masri,,,. Ahmed Mizouz continue d'avoir des responsabilités au sein du groupe mais le commandement passe en 2016 à Abou Mohammed al-Baydawi.

### Effectifs
En 2014, le nombre de ses combattants est estimé à environ 500 hommes. Mais après la mort de son chef fondateur, le groupe se désagrège et bon nombre de ses combattants rallient l'État islamique ou des brigades proches d'Al-Qaïda.

## Désignation comme organisation terroriste
Le mouvement est considéré comme terroriste par les États-Unis depuis le 24 septembre 2014.